# Aeródromo Tnte. Gral. Gerardo Pérez Pinedo
El Aeródromo Tnte. Gral. Gerardo Pérez Pinedo (OACI: SPAY) es un aeropuerto peruano ubicado en ciudad de Atalaya, Distrito de Raymondi, Provincia de Atalaya, en el departamento de Ucayali.
Actualmente se encuentra bajo la administración por CORPAC.

## Aerolíneas y destinos

### Aerolíneas
| Aerolíneas              | Ciudades             | Aeronave   | Alianza |
| ----------------------- | -------------------- | ---------- | ------- |
| Atsa Airlines 1 destino | Nacionales: (1) Lima | Dash 8-400 | N/A     |
| SAETA Airlines          | Pucallpa             |            | N/A     |
| Air Majoro              | Pucallpa             |            | N/A     |
| Aero Diana              | Pucallpa             |            | N/A     |

### Destinos nacionales
| Lima (1 destino, 1 aerolínea) |                                                  |               |
| Lima                          | Aeropuerto Internacional Jorge Chávez            | Atsa Airlines |
| Pucallpa                      | Aeropuerto Internacional Jose Aberlardo Quiñonez |               |